# Bahar (telenovela)
Bahar é uma telenovela turca produzida pela MF Yapım e exibida pela Show TV desde 13 de fevereiro de 2024. O folhetim é escrito por Ayça Üzüm e dirigido por Neslihan Yesilyurt. A trama é protagonizada por Demet Evgar e conta com Buğra Gülsoy e Mehmet Yılmaz Ak. A produção é um remake da série de televisão sul-coreana Doctor Cha.
A Madd Entertainment, uma joint venture criada pelas produtoras Med Yapım e Ay Yapım, é responsável pela distribuição internacional da produção.

## Sinopse
Quando a mãe e dona de casa Bahar, enfrenta uma doença fatal, ela decide fazer algumas mudanças em sua vida. Ela volta para concluir a residência médica que teve que abandonar há 20 anos, mesmo que isso signifique trabalhar com o marido, o Cirurgião-Chefe, e com o filho, outro residente do primeiro ano. Nem eles nem a filha adolescente estão felizes com isso, mas Bahar encontra satisfação em sua nova vida. Infelizmente, voltar ao hospital também significa aprender algumas verdades difíceis sobre o marido e a vida que ele leva longe da família. No final das contas, Bahar reconstrói sua vida ao longo de novas linhas cheias de esperança, amor e autoconfiança.

## Elenco
| Ator / Atriz         | Personagem            |
| -------------------- | --------------------- |
| Demet Evgar          | Bahar Özden Yavuzoğlu |
| Buğra Gülsoy         | Evren Yalkın          |
| Mehmet Yılmaz Ak     | Timur Yavuzoğlu       |
| Hatice Aslan         | Nevra Yavuzoğlu       |
| Ecem Özkaya          | Rengin Çevik          |
| Füsun Demirel        | Gülçiçek Özden        |
| Elit Andaç Çam       | Çağla Sert            |
| Demirhan Demircioğlu | Aziz Uras Yavuzoğlu   |
| Nil Sude Albayrak    | Seren Tekin           |
| Alisa Sezen Sever    | Umay Yavuzoğlu        |
| Hasan Şahintürk      | Reha Saygun           |
| Sena Mia Kalıp       | Parla                 |
| Ege Erkal            | Doruk                 |
| Yeşim Çelebi         | Bahar (jovem)         |
| Efe Halil Ürgen      | Timur (jovem)         |
| Elif Tat             | Rengin (jovem)        |
| Uygar Özçelik        | Selim Çevik           |

## Exibição

### Brasil
Sua primeira temporada chegou primeiro no catálogo de streaming da Max em 30 de junho de 2025.
Está sendo exibida pelo canal TNT Novelas desde 14 de julho de 2025 substituindo Prisão De Mentiras.